# Марков, Арсений
Арсе́ний Ма́рков (род. 12 ноября 1981 года) — бывший канадский фигурист, ранее российский, выступавший в танцах на льду со Светланой Куликовой, а затем с Шанталь Лефевр.

## Карьера
Арсений Марков родился в Москве. До 13 лет тренировался в одиночном катании. С 1996 года начал выступать в парном катании со Светланой Куликовой, став серебряным призёром Первенства России 2000 года, в 2001 бронзовым призёром Зимней Универсиады, в 2002 бронзовым призёром Skate Canada International, а также серебряным призёром Чемпионата России 2003 года.
Пара распалась после того, как тренерский тандем Тарасова − Морозов решили прекратить своё партнёрство. Тем самым, Марков решает остаться у Морозова, а его партнёрша у Тарасовой.
Далее, в 2003 году Марков переезжает в Канаду, где начинает тренироваться с партнёршей Шанталь Лефевр, однако по правилам ISU выступать на международных официальных соревнованиях он не мог до 2005 года, ввиду получения гражданства страны.
На национальном Чемпионате Канады в сезоне 2004 и 2005 завоевал две бронзовые награды.
В первом сезоне международных соревнований на Чемпионате четырёх континентов 2006 года занял 4-е место.
После 2006 года фигуристы сменили тренеров и Марков ушёл от Морозова.

## Завершение карьеры
Лефевр и Марков объявили о своем уходе из фигурного катания 20 июля 2007 года. Они начали карьеру в качестве тренера и хореографа.

## Программы

### В паре с Лефевр
| Сезон     | Оригинальный танец | Произвольный танец                                                      |
| --------- | --- | ----------------------------------------------------------------------- |
| 2006–2007 | - Primavera Porteña Астор Пьяццолла                                                                                                | - Memorial Майкл Найман хореограф-постановщик Паскуале Камерленго       |
| 2005–2006 | - Samba: Seniorita Sexy в исполнении Los Torreros - Rhumba: You're My Everything - Samba: Seniorita Sexy в исполнении Los Torreros | - Music в исполнении Бернд Стиало хореограф-постановщик Николай Морозов |
| 2004–2005 | - Sing, Sing, Sing - Bei Mir Bistu Shein                                                                                           | - Freestyler Bomfunk MC's                                               |

### В паре с Куликовой
| Сезон     | Оригинальный танец | Произвольный танец                      |
| --------- | --- | --------------------------------------- |
| 2002–2003 | - Waltz: Waltz Masquerade Арам Ильич Хачатурян (Хачатрян) - March: Toska po Rodine (Homesickness) в исполнении А. Трофимов - Waltz: Waltz Masquerade Арам Ильич Хачатурян (Хачатрян) | - Fire on Ice в исполнении B. Mortuzavi |
| 2001–2002 | - Libertango Астор Пьяццолла - Waltz: Have You Ever Really Loved a Woman? Брайан Адамс                                                                                               | - Grease (из фильма «Бриолин»)          |

## Спортивные достижения

### В паре с Лефевр
| Международные                 | Международные | Международные | Международные | Международные |
| Соревнования                  | 2003–04       | 2004–05       | 2005–06       | 2006–07       |
| ----------------------------- | ------------- | ------------- | ------------- | ------------- |
| Чемпионат четырёх континентов |               |               | 4             |               |
| Этапы Гран-при. NHK Trophy    |               |               | 8             |               |
| Этапы Гран-при. Skate America |               |               |               | 9             |
| Этапы Гран-при. Skate Canada  |               |               | 6             | 7             |
| Национальные                  |               |               |               |               |
| Чемпионат Канады              | 3             | 3             | 4             | 5             |

### В паре с Куликовой
| Международные                   | Международные | Международные | Международные | Международные |
| Соревнования                    | 1999–00       | 2000–01       | 2001–02       | 2002–03       |
| ------------------------------- | ------------- | ------------- | ------------- | ------------- |
| Этапы Гран-при. Кубок России    |               | 9             |               |               |
| Этапы Гран-при. Skate Canada    |               | 9             | 4             | 3             |
| Этапы Гран-при. Trophée Lalique |               |               | 7             | 4             |
| Зимняя Универсиада              |               | 3             |               |               |
| Международные: Юниоры           |               |               |               |               |
| Чемпионат мира среди юниоров    | 6             |               |               |               |
| Этапы Гран-при. Польша          |               | 6             |               |               |
| Национальные                    |               |               |               |               |
| Чемпионат России                |               | 6             | 4             | 2             |
| Национальные: Юниоры            |               |               |               |               |
| Первенство России               | 2 юн.         |               |               |               |